# The Dranoff International Two Piano Foundation
The Dranoff International Two Piano Foundation ist eine US-amerikanische Organisation für klassische Musik mit Sitz in Miami, Florida. Sie verfolgt das Ziel, ein möglichst breites Publikum in die Welt der Musik einzuführen, mit besonderer Betonung auf Musik für Klavierduo – sowohl für ein Klavier zu vier Händen als auch für zwei Klaviere. Sie wurde 1987 von der Pianistin und Pädagogin Loretta Dranoff (1922–2011) gegründet, zum Gedenken an ihren Ehepartner, den Pianisten Murray Dranoff (1919–1985), mit dem zusammen sie regelmäßig als Klavierduo konzertiert hatte.
Die Stiftung ist seitdem führend in der Renaissance des Klavierduo-Spiels und schreibt alle vier Jahre einen Wettbewerb für Klavierduos aus. Teilnahmeberechtigt sind Pianistinnen und Pianisten bis zu 33 Jahren. Zur Zeit seiner Entstehung war er der erste derartige Wettbewerb. Viele der Gewinner verdanken dem Wettbewerb den Beginn ihrer Karriere und sind inzwischen äußerst erfolgreich.

## Alvin Perlman Commission
Die zur Stiftung gehörende Alvin Perlman Commission fördert die Erweiterung des Repertoires für Klavierduo. In jedem Wettbewerbsjahr wird ein bedeutender Komponist beauftragt, ein Stück zu komponieren. Einige der bedeutendsten Auftragswerke sind Two Pianos von Morton Gould, Variations Concertantes von Michel Legrand, Recuerdos von William Bolcom, Taschyag von Paul Schoenfield, Six Variations for Pianos von Ned Rorem, Charoscuro von John Corigliano, Bachanale von Rovert Xavier Rodriguez und Lillibulero Variationen von Sir Richard Rodney Bennett.

## Piano Slam
In der Veranstaltungsreihe Piano Slam erhalten finanziell benachteiligte Schulkinder aus Miami die Möglichkeit, sich mit klassischer Musik bekannt zu machen. Eine Reihe von öffentlichen Schulen werden von klassischen Künstlern, Pop-Künstlern und Dichtern besucht, während die Kinder ermutigt werden, selbst kreativ zu werden und ein Stück zu komponieren. Die besten Arbeiten werden ausgezeichnet und die betreffenden Schüler erhalten die Möglichkeit, sie vor einem Live-Publikum im Adrienne Arscht Center for the Arts in Miami zu präsentieren.